# Southwark Bridge Road
Southwark Bridge Road est une voie de Southwark à Londres en Angleterre, située entre Newington Causeway près d'Elephant and Castle et le Southwark Bridge sur la Tamise, menant à la Cité de Londres, par un itinéraire sinueux.

## Histoire
La voie est créée en 1819 en reliant une série d'autres rues pour permettre l'accès au sud du Southwark Bridge, lequel étant une entreprise privée, ne suivait pas la voirie d'État.
À l'extrémité sud se trouve le campus de la London South Bank University. Le Ministry of Sound, une discothèque, se trouve dans Gaunt Street, juste à l'est, et fait face à Two Fifty One, un nouveau gratte-ciel à usage mixte, dont la construction a généré des problèmes pour le club. 
Le London Fire Brigade Museum (en) et le London Fire Brigade Training Centre étaient situés sur la route avant le début du réaménagement du site en 2015.
À l'extrémité nord, de l'autre côté de Southwark Street (en), près de la rivière, se trouvent le Rose Theatre Exhibition, le siège du Financial Times et Anchor Terrace (en), un bâtiment géorgien situé sur le site du Théâtre du Globe original de Shakespeare.
La route est désignée A300.